# バングラデシュ銀行
バングラデシュ銀行（バングラデシュぎんこう、ベンガル語: বাংলাদেশ ব্যাংক、英語:Bangladesh Bank）は、 バングラデシュの中央銀行である、本店をダッカ市に置く。バングラデシュ中央銀行とも表記される。バングラ中銀と略す場合もある。
1971年のバングラデシュ独立戦争を経てバングラデシュ人民共和国が独立し、同年12月16日制定のバングラデシュ銀行法により、中央銀行が設立した。設立当初、バングラデシュ銀行の前身はパキスタン国立銀行ダッカ支行である。 
バングラデシュ銀行設置法では、紙幣（銀行券）の発行調整、金融・通貨安定化を確保するための予備金保有、国の通貨、金利政策を優先的に操作できる権限などを規定している。

## 歴代総裁
- A.N.M. Hamidullah（1972年-1974年）
- A.K.N. Ahmed（1974年-1976年）
- M. Nurul Islam（1976年-1987年）
- Shegufta Bakht Chaudhuri（1987年-1992年）
- Khorshed Alam（1992年-1996年）
- Lutfar Rahman Sarkar（1996年-1998年）
- Mohammed Farashuddin（1998年-2001年）
- Fakhruddin Ahmed（2001年-2005年）
- Salehuddin Ahmed（2005年-2009年）
- Atiur Rahman（2009年-2016年）
- Fazle Kabir（2016年-2022年）
- Abdur Rouf Talukder（2022年-）

## 不正送金事件
2016年2月、ハッカーがバングラ中銀を経由して国際銀行間通信協会の決済ネットワークシステム（SWIFT）に侵入し、バングラ中銀の口座を有していたニューヨーク連邦準備銀行に対して送金指示を行い、計8100万ドル（同年2月4日の為替レートで約100億円）が不正送金された。35件の送金指示のうち5件（1万100ドル）が実行され、その後、1件（2000万ドル）の送金が戻された。
送金指示の1件について、ハッカーが送金先について財団（foundation）のスペルを「fandation」と綴ったことで、経由銀行のドイツ銀行がバングラデシュ中銀に照会し、不正送金が発覚した。送金指示は全体で10億ドル（報道当時のレートで約1138億円）に上った。
この問題では、ニューヨーク連銀が安価な中古ルーターを用い、ファイアウォールを有効にしないままSWIFTを利用していたことも報じられており、これによりハッカーの侵入経路や拠点の特定に影響が困難になったと指摘されているが、侵入経路はバングラ中銀のネットワークに侵入しバングラ中銀内のSWIFT業務端末に辿り着いたものと考えられる。